# Феррейра, Сезар
Се́зар Же́зус Ферре́йра (порт.-браз. Cezar Jesus Ferreira; род. 15 февраля 1985, Сан-Паулу) — бразильский боец смешанного стиля, представитель средней весовой категории. Выступает на профессиональном уровне начиная с 2007 года, известен по участию в турнирах бойцовской организации UFC, победитель бойцовского реалити-шоу The Ultimate Fighter.

## Биография
Сезар Феррейра родился 15 февраля 1985 года в муниципалитете Ибитинга, штат Сан-Паулу. С детства серьёзно занимался борьбой и бразильским джиу-джитсу, а после просмотра записей с боями Ройса Грейси заинтересовался и ММА. Большое влияние на него как на бойца оказал Витор Белфорт, который принял его к себе в зал и принимал активное участие в его подготовке.

### Начало профессиональной карьеры
Дебютировал в смешанных единоборствах на профессиональном уровне в апреле 2007 года, за один вечер провёл сразу два боя: один выиграл и один проиграл. Дрался в небольших бразильских промоушенах, в 2011 году заявил о себе в США, выступив на турнирах Ring of Fire и Superior Cage Combat.

### The Ultimate Fighter
Имея в послужном списке четыре победы и два поражения, в 2012 году Феррейра стал одним из участников первого бразильского сезона популярного бойцовского реалити-шоу The Ultimate Fighter. Он благополучно прошёл своего соперника на отборочном этапе и под первым номером (общим вторым) был выбран в команду Витора Белфорта, который и так являлся его наставником на протяжении многих последних лет.
На стадиях четвертьфиналов и полуфиналов победил Леонарду Мафра и Тиагу Перпетуу соответственно. В решающем финальном поединке должен был встретиться с Даниелом Сарафяном, но тот травмировался и был заменён полуфиналистом Сержиу Мораисом. Феррейра победил Мораиса единогласным решением судей и таким образом стал победителем TUF в среднем весе.

### Ultimate Fighting Championship
Благодаря успешному выступлению на шоу TUF Сезар Феррейра получил возможность подписать контракт с крупнейшей бойцовской организацией мира Ultimate Fighting Championship. Так, в 2013 году он провёл здесь два боя, с помощью «гильотины» за 47 секунд заставил сдаться Тиагу Сантуса и раздельным судейским решением выиграл у Даниела Сарафяна, с которым должен был встретиться в рамках финала TUF.
В 2014 году уже на 39 секунде первого раунда поединка с Си Би Доллауэйем пропустил несколько ударов и оказался в нокауте. Затем, однако, несколько реабилитировался перед болельщиками, выиграв единогласным решением у Эндрю Крейга.
2015 год оказался для него не очень удачным, последовали поражения нокаутом от Сэма Алви и Хорхе Масвидаля. Ради боя с Масвидалем он спустился в полусреднюю весовую категорию, но позже решил вернуться обратно в средний вес.
В 2016 году Феррейра провёл в октагоне UFC сразу три боя и во всех трёх случаях оказался победителем. Им были пройдены Олувале Бамгбосе, Энтони Смит и Джек Херманссон. В последнем случае дополнительно заработал бонус за лучшее выступление вечера.
Поединок против канадца Элиаса Теодору в феврале 2017 года продлился всё отведённое время, и в итоге судьи единогласно отдали победу его сопернику. Тем не менее, спустя несколько месяцев Феррейра раздельным решением выиграл у достаточно известного американского бойца Нейта Марквардта.

## Статистика в профессиональном ММА
| Боёв 21  | Побед 13 | Поражений 8 |
| -------- | -------- | ----------- |
| Нокаутом | 3        | 4           |
| Сдачей   | 4        | 0           |
| Решением | 6        | 4           |

| Результат | Рекорд | Соперник           | Способ                                 | Турнир                                  | Дата            | Раунд | Время | Место                    | Примечание                                           |
| --------- | ------ | ------------------ | -------------------------------------- | --------------------------------------- | --------------- | ----- | ----- | ------------------------ | ---------------------------------------------------- |
| Поражение | 13-8   | Марвин Веттори     | Единогласное решение                   | UFC Fight Night: de Randamie vs. Ladd   | 13 июля 2019    | 3     | 5:00  | Сакраменто, США          |                                                      |
| Поражение | 13-7   | Иан Хейниш         | Единогласное решение                   | UFC Fight Night: Magny vs. Ponzinibbio  | 17 ноября 2018  | 3     | 5:00  | Буэнос-Айрес, Аргентина  |                                                      |
| Победа    | 13-6   | Карл Роберсон      | Техническая сдача (треугольник руками) | UFC 224                                 | 12 мая 2018     | 1     | 4:45  | Рио-де-Жанейро, Бразилия |                                                      |
| Победа    | 12-6   | Нейт Марквардт     | Раздельное решение                     | UFC Fight Night: Poirier vs. Pettis     | 11 ноября 2017  | 3     | 5:00  | Норфолк, США             |                                                      |
| Поражение | 11-6   | Элиас Теодору      | Единогласное решение                   | UFC Fight Night: Lewis vs. Browne       | 19 февраля 2017 | 3     | 5:00  | Галифакс, Канада         |                                                      |
| Победа    | 11-5   | Джек Херманссон    | Сдача (треугольник руками)             | UFC Fight Night: Bader vs. Nogueira 2   | 19 ноября 2016  | 2     | 2:11  | Сан-Паулу, Бразилия      | Выступление вечера.                                  |
| Победа    | 10-5   | Энтони Смит        | Единогласное решение                   | The Ultimate Fighter 23 Finale          | 8 июля 2016     | 3     | 5:00  | Лас-Вегас, США           |                                                      |
| Победа    | 9-5    | Олувале Бамгбосе   | Единогласное решение                   | UFC on Fox: Teixeira vs. Evans          | 16 апреля 2016  | 3     | 5:00  | Тампа, США               | Вернулся в средний вес.                              |
| Поражение | 8-5    | Хорхе Масвидаль    | KO (удары)                             | The Ultimate Fighter 21 Finale          | 12 июля 2015    | 1     | 4:22  | Лас-Вегас, США           | Бой в полусреднем весе.                              |
| Поражение | 8-4    | Сэм Алви           | KO (удары руками)                      | UFC Fight Night: Bigfoot vs. Mir        | 22 февраля 2015 | 1     | 3:54  | Порту-Алегри, Бразилия   |                                                      |
| Победа    | 8-3    | Эндрю Крейг        | Единогласное решение                   | UFC Fight Night: Swanson vs. Stephens   | 28 июня 2014    | 3     | 5:00  | Сан-Антонио, США         |                                                      |
| Поражение | 7-3    | Си Би Доллауэй     | KO (удары руками)                      | UFC Fight Night: Shogun vs. Henderson 2 | 23 марта 2014   | 1     | 0:39  | Натал, Бразилия          |                                                      |
| Победа    | 7-2    | Даниэль Сарафян    | Раздельное решение                     | UFC Fight Night: Belfort vs. Henderson  | 9 ноября 2013   | 3     | 5:00  | Гояния, Бразилия         |                                                      |
| Победа    | 6-2    | Тиагу Сантус       | Сдача (гильотина)                      | UFC 163                                 | 3 августа 2013  | 1     | 0:47  | Рио-де-Жанейро, Бразилия |                                                      |
| Победа    | 5-2    | Сержиу Мораис      | Единогласное решение                   | UFC 147                                 | 23 июня 2012    | 3     | 5:00  | Белу-Оризонти, Бразилия  | Выиграл The Ultimate Fighter: Brazil в среднем весе. |
| Поражение | 4-2    | Элвис Мутапчич     | KO (удар рукой)                        | Superior Cage Combat 2                  | 20 августа 2011 | 1     | 0:25  | Лас-Вегас, США           |                                                      |
| Победа    | 4-1    | Чаун Симс          | KO (удар рукой)                        | Ring of Fire 40                         | 16 апреля 2011  | 1     | 0:17  | Брумфилд, США            |                                                      |
| Победа    | 3-1    | Касиану ди Фрейтас | TKO (остановлен врачом)                | Bitetti Combat 7                        | 28 мая 2010     | 2     | 3:37  | Рио-де-Жанейро, Бразилия |                                                      |
| Победа    | 2-1    | Фелипе Аринелли    | Техническая сдача (удушение д’Арсе)    | Bitetti Combat 6                        | 25 февраля 2010 | 2     | 0:55  | Бразилиа, Бразилия       |                                                      |
| Поражение | 1-1    | Антониу Брага Нету | Единогласное решение                   | XFC Brazil 1                            | 29 апреля 2007  | 1     | 10:00 | Рио-де-Жанейро, Бразилия |                                                      |
| Победа    | 1-0    | Андре Северу       | TKO (удары руками)                     | XFC Brazil 1                            | 29 апреля 2007  | 1     | 1:29  | Рио-де-Жанейро, Бразилия |                                                      |